# 克龙普林岑科格
克龙普林岑科格（意为“储君圩田”）是德国石勒苏益格－荷尔斯泰因州的一个市镇。总面积28.85平方公里，总人口864人，其中男性436人，女性428人（2011年12月31日），人口密度30人/平方公里。